# Muhammad bin Tughluq

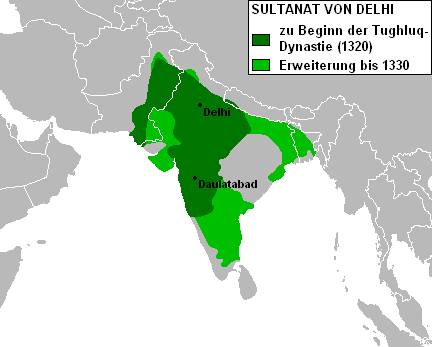
Het sultanaat Delhi tijdens de Tughluq-dynastie

Muḥammad bin Tughluq (Arabisch: محمد بن تغلق; Multan, 1290 - Sindh, 20 maart 1351) was een Turkse sultan van Delhi, die regeerde van 1325 tot 1351. Hij was de tweede sultan van de Tughluq-dynastie en zoon van de stichter van de dynastie, Ghiyath al-Din Tughluq. Muhammad bin Tughluq vergrootte zijn rijk aanzienlijk, maar in zijn latere jaren begon het rijk aan de randen af te brokkelen. Hij nam ingrijpende bestuurlijke maatregels die een sterk centralistisch gezag moesten garanderen. In tegenstelling tot zijn voorgangers was Tughluq namelijk niet tevreden met het organiseren van plundertochten en opleggen van schattingen in de Dekan en het zuiden. In plaats daarvan probeerde hij heel India onder centraal gezag te plaatsen. De meest ingrijpende van zijn maatregels liepen echter uit op mislukkingen, waar de bevolking het slachtoffer van werd. Uiteindelijk leidde dit tot uiteenvallen van het rijk. Na Muhammad Tughluqs dood werd hij opgevolgd door zijn neef Firuz Shah Tughluq.

## Levensloop
Muḥammad bin Tughluq stond tijdens de regering van zijn vader aan het hoofd van een leger dat naar het zuiden trok om de Kakatiya's in Andhra te onderwerpen.
Eenmaal sultan, verplaatste Tughluq zijn hoofdstad van Delhi naar Deogir, het huidige Daulatabad, in een poging zijn invloed over zuidelijk India te vergroten. De bevolking van Delhi werd daarbij gedwongen naar het zuiden verplaatst. Tijdens de mars naar de Dekan kwamen velen om. Door de verspreiding van de noordelingen naar het zuiden verbreidde ook het Urdu zich naar het zuiden. Later ontdekte Tughluq echter dat het noorden door de verhuizing van de hoofdstad strategisch kwetsbaarder geworden was en liet hij de hoofdstad weer terug verplaatsen naar Delhi. De bevolking werd opnieuw gedwongen te voet de lange tocht van de Dekan naar Delhi te maken.
Muhammad bin Tughluq trachtte tevergeefs van de diensten van de oelema's gebruik te maken. Een poging bij de soefi's liep eveneens op niets uit. Hoewel hij ijverde voor een meer evenwichtige sociale orde, zou hij tijdens zijn bewind te maken krijgen met 22 opstanden.
Tughluq voerde verschillende agrarische innovaties door, van vruchtwisseling en overheidsboerderijen tot verbeteringen in de irrigatie.

## Galerij

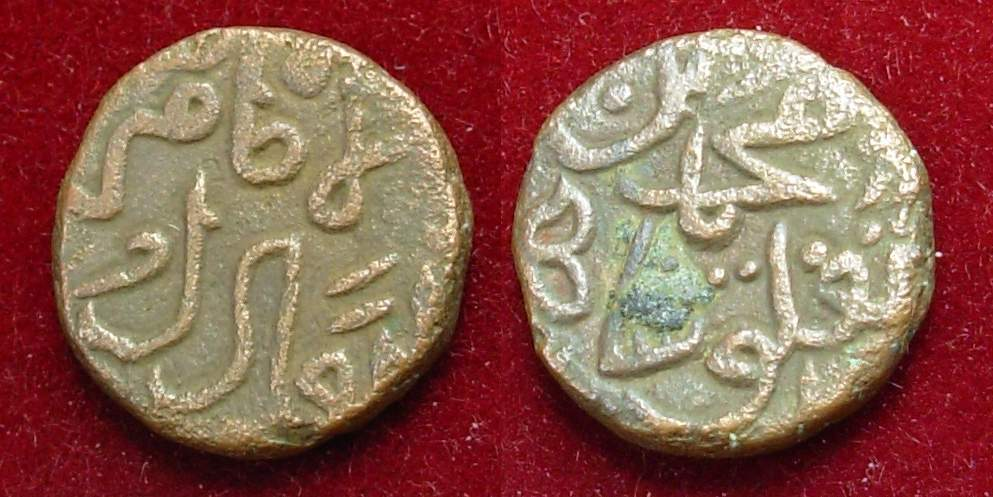
Een munt van Muhammad bin Tughlug